# Urdok-Kamm
Der Urdok-Kamm ist ein bis zu 7426 m hoher Gebirgskamm der die Fortsetzung des Südostgrates des Hidden Peak (Gasherbrum I) darstellt.
Auf seinem Gratrücken stoßen zwei Hauptketten des Karakorum aneinander. Der Urdok-Kamm ist durch das Südöstliche Gasherbrum La vom Hidden Peak getrennt. Auf diesem Kamm liegen zunächst (von Norden nach Süden) der Urdok I (7250 m, auch als Urdok Kangri I bezeichnet) sowie ein namenloser Gipfel (7136 m), ehe der Kamm im Abruzzi-Sattel (6782 m) seinen tiefsten Punkt erreicht. Der Kamm steigt über Urdok II (7082 m) und Urdok III (6950 m) weiter an bis zum Sia Kangri. Der Abruzzi-Sattel gilt als Grenze zwischen der Gasherbrum-Gruppe und dem Massiv des Sia Kangri. Deshalb wurde vorgeschlagen, den Urdok II als Sia Kangri Nord zu bezeichnen.

## Name
Günter Oskar Dyhrenfurth erkundete 1934 im Rahmen der von ihm geleiteten Internationalen Himalaya Organisation (I.H.E.) die Zugangsmöglichkeiten des Hidden Peak. Den Kamm im Anschluss an dessen Südostgrat taufte er Urdok-Kamm, weil dieser nach Nordosten „mit gewaltigen, 2500 m hohen Wänden zum Urdokgletscher“ hin abbricht. Der Name dieses Gletschers auf der chinesischen Seite des Karakorums war bereits bekannt.

## Besteigungsgeschichte
Über die Besteigungen der Berge ist recht wenig bekannt. Der Urdok I wurde im Jahr 1975 durch eine österreichische Expedition mit Hanns Schell das erste Mal bestiegen. Diese Expedition hatte eigentlich den Hidden Peak als Ziel, machte aber vorher noch einen Umweg und bestieg diesen Nebengipfel. Zum Team gehörten ebenfalls die Frau von Hanns Schell, Liselotte, Robert Schauer, Helmut Prevedel, Herbert Zefferer und Karl Hub. Der Weg führte sie auf dem Normalweg im Anstieg zum Hidden Peak bis zum Camp 3 und dann weiter zum Urdok I. Wenige Tage später standen Schell, Zefferer und Schauer auf dem Gipfel des Hidden Peak (dritte Besteigung). Die weiteren Gipfel sind vermutlich noch unbestiegen.